# Yukio Mishima
Pour les articles homonymes, voir Yukio et Mishima.
Yukio Mishima (三島 由紀夫, Mishima Yukio), nom de plume de Kimitake Hiraoka (平岡 公威, Hiraoka Kimitake), né le 14 janvier 1925 et décédé le 25 novembre 1970, est un écrivain japonais. Auteur d'une quarantaine de romans, d'une cinquantaine de pièces de théâtre et de plus de cent-cinquante nouvelles, il est brièvement acteur et mannequin. Il est également célèbre pour avoir été le fondateur et dirigeant du Tatenokai, milice nationaliste favorable à la restauration politique du pouvoir de l'empereur et de son statut divin, à l'origine du coup d'État organisé le 25 novembre 1970 dans le quartier général du commandement de l'armée japonaise de Tokyo durant lequel Mishima commet le seppuku qu'il avait imaginé et organisé au préalable afin d'alerter le Japon sur ce qu'il considérait comme le déclin de ce dernier.
Considéré comme l'un des plus grands écrivains du XXe siècle et stylistes de la langue japonaise d'après-guerre, Mishima est célèbre pour sa fusion des styles littéraires traditionnels japonais et occidentaux modernes, en particulier français par les influences de Georges Bataille et Raymond Radiguet sur l'auteur et pour sa volonté inépuisable de recherche d'une esthétique se traduisant dans ses affirmations obsessionnelles de l'unité de la beauté et de l'érotisme déjà présentes dans son premier roman, Confession d'un masque, publié en 1949 à l'âge de vingt-quatre ans.
Parallèlement à sa carrière littéraire, Mishima est un expert en arts martiaux. Il prône le bushido, est 5e dan de kendo, expert en iaidō, et participe au Premier Championnat du Monde de Kendo quelques mois avant sa mort.

## Biographie

### Enfance

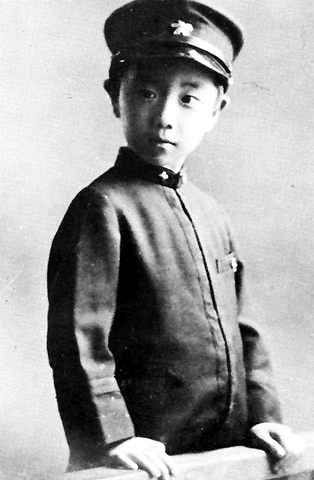
Yukio Mishima en 1931.

Kimitake Hiraoka naît le 14 janvier 1925 à Tokyo. Il est le fils aîné d'Asuza Hiraoka, alors sous-directeur du bureau des Pêches au ministère de l'Agriculture, et de Shizue Hashi. Du côté paternel, il est issu d'une famille de la paysannerie de la région de Kobe. Son grand-père Jotarō Hiraoka a été gouverneur des îles Sakhaline à l'ère Meiji. Du côté de sa grand-mère maternelle, la famille de Mishima a des origines nobles, étant liée aux samouraïs de l'ère Tokugawa.
Son enfance est marquée par sa grand-mère Natsu Nagai, qui le retire à sa mère pour le prendre en charge, séparé du reste de la famille. Sa grand-mère garde des prétentions aristocratiques, même après avoir épousé le grand-père de Mishima — dont l'extraction modeste est compensée par le statut privilégié dont il jouit en tant que diplômé de l'Université impériale ; elle lit le français et l'allemand et apprécie le théâtre kabuki. Cette grand-mère, victime de douleurs et de sciatique, est extrêmement têtue et prompte à des accès de violence ; Mishima la masse. Elle interdit à Mishima de sortir au soleil, de faire du sport ou de jouer avec des garçons : il passe la plupart de son temps seul ou avec ses cousines.
Mishima rejoint sa famille à douze ans et développe une relation très forte avec sa mère. Celle-ci le réconforte et l'encourage à lire. Son père, employé de ministère et bureaucrate rangé, est un homme brutal, marqué par la discipline militaire, qui l'éduque en le forçant par exemple à se tenir très près d'un train fonçant à toute vitesse. Il fait également des rafles dans sa chambre pour trouver des preuves de son intérêt efféminé pour la littérature et déchire ses manuscrits. Mishima ne se révolte pas ouvertement contre son père mais s'arrange pour ne plus conserver ses travaux chez lui.

### Études et premières œuvres
Mishima écrit sa première histoire à douze ans. Il lit avec voracité les œuvres d'Oscar Wilde, Rainer Maria Rilke et les classiques japonais. Il va à l'école d'élite de Gakushūin à l'insistance de sa grand-mère,.
Après six années d'école, il est toujours un adolescent fragile, mais devient le plus jeune membre de l'équipe éditoriale de la société de littérature de son école. Il est invité à écrire un roman en feuilleton pour le prestigieux magazine de littérature Bungei-Bunka (文芸文化, Art et Culture), auquel il soumet Hanazakari no Mori (花ざかりの森, La forêt tout en fleur), pour lequel il prend son pseudonyme de Yukio Mishima. Le roman est publié en livre en 1944 en un petit nombre d'exemplaires à cause de la disette de papier causée par la guerre. Il fréquente à cette époque le milieu de l'École romantique japonaise.
Mishima est convoqué par l'armée pendant la Seconde Guerre mondiale, mais prétend souffrir de tuberculose, et ainsi échappe à la conscription. Bien que soulagé d'avoir évité le combat, il se sentira coupable d'avoir survécu et d'avoir raté la chance d'une mort héroïque.
Mishima, malgré l'interdiction de son père, continue à écrire ; il est soutenu par sa mère, Shizue, toujours la première à le lire.
Après l'école, son père, qui avait sympathisé avec les nazis, le contraint d’étudier le droit allemand. Tout en continuant d'écrire, il sort diplômé de la prestigieuse université de Tokyo en 1947 ; il entre au ministère des finances, où il est promis à une brillante carrière.
Peu après, son père accepte qu'il démissionne pour se consacrer durant un an à sa passion de l'écriture, puis se résigne définitivement à voir son fils devenir écrivain. Mishima rencontre Yasunari Kawabata, qui l’encourage à publier ses manuscrits.

### L'écrivain d'après-guerre

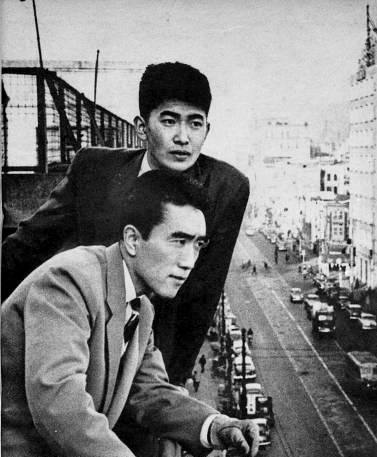
Yukio Mishima (devant) et le futur maire de Tokyo Shintarō Ishihara en 1956.

Mishima fréquente le groupe de la revue Littérature moderne, mais ne se sent pas en phase avec le Japon d’après-guerre.
En 1946, il commence son premier roman Tōzoku (盗賊) qu'il publie en 1948. Il est suivi de Confessions d'un masque (仮面の告白, Kamen no Kokuhaku), une œuvre autobiographique sur un jeune garçon devant cacher ses désirs homosexuels. Cette œuvre rend célèbre Mishima, qui n'a alors que 24 ans.
Il commence alors une brillante et prolifique carrière d'auteur. On peut citer ses romans Amours interdites (1951), paru l'année de son premier voyage en Occident, Le Tumulte des flots (1954), Le Pavillon d'or (1956) ou Après le banquet (1960).
Il écrit également des récits populaires pour s’assurer le confort matériel, des pièces de théâtre kabuki pour la compagnie théâtrale le Bungaku-za ainsi que des recueils de nouvelles et des essais littéraires.
Il obtient une renommée internationale, notamment en Europe et aux États-Unis.
Il voyage beaucoup et est pressenti trois fois pour le prix Nobel de littérature. C'est toutefois son ami Yasunari Kawabata qui le reçoit, et Mishima comprend que les chances pour qu'un autre auteur japonais le remporte prochainement sont faibles. De plus, Kawabata était son mentor et l'avait introduit dans les cercles littéraires de Tokyo.
Il rédige de 1965 jusqu'à sa mort en 1970 l'œuvre qu’il considère comme sa plus importante, un cycle de quatre romans intitulé La Mer de la fertilité (Neige de printemps, Chevaux échappés, Le Temple de l'aube, L'Ange en décomposition).

### Vie privée
Après Confessions d'un masque, Mishima essaie de s’échapper de son personnage fragile en s’astreignant à des exercices physiques. En 1955, il a un corps d’athlète qu’il entretiendra jusqu'à la fin de sa vie, et devient un expert en kendo.
Mishima fréquente les bars homosexuels en observateur et aurait eu quelques liaisons avec des étrangers de passage, avec des Français à Paris, etc. Après avoir envisagé une alliance avec Michiko Shōda, qui devient par la suite l'épouse de l'empereur du Japon Akihito, il se marie en 1958 avec Yoko Sugiyama (1937-1995). Il aura avec elle deux enfants. Cette vie apparemment rangée traduit surtout la volonté de l'écrivain de satisfaire le désir de sa mère.
L'homosexualité de Mishima apparaît dans ses romans, dans ses essais (par exemple dans La Mort de Radiguet, traduit en français en 2012) et elle est attestée par maints témoignages. Toutefois, au Japon, ce thème est difficile à aborder : en 1995, la famille de Mishima intente un procès au romancier Jiro Fukushima (ja), qui venait de publier un livre, assorti de lettres, sur sa liaison avec l'écrivain. Avant d'être interdit, ce livre est vendu à plus de 90 000 exemplaires. Certains auteurs japonais n'hésitent pas à nier la réalité de l'homosexualité de Mishima, pourtant secret de Polichinelle. En Occident, cette tentative d'occultation peut aussi se retrouver, par exemple, dans le film Mishima. En effet, Paul Schrader n'y accorde qu'un plan assez rapide au thème de l'homosexualité, qui est pourtant le thème central de Confessions d'un masque.
La biographie de Mishima par Henry Scott-Stokes (en), ouvrage de référence, donne en revanche à ce sujet une attention soutenue. Le biographe rappelle notamment qu'en 1970, au moment de la mort de Mishima, de nombreux journalistes et certains hommes politiques ont vu dans cet acte un shinjū, un suicide à deux, manière d'authentifier l'amour que Mishima et Morita se seraient porté. Du reste, les photos d'art où Mishima exhibe son corps relèvent d'une esthétique homosexuelle d'avant-garde et sont devenues par la suite de véritables icônes.
En 1968, il joue dans Le Lézard noir aux côtés de l'acteur et chanteur Akihiro Miwa.
Dans les années 1960, il exprime des idées fortement nationalistes. En 1967, il s’engage dans les Forces japonaises d'autodéfense, puis forme la milice privée Tatenokai (« société du bouclier ») destinée à assurer la protection de l’empereur.
À la fin de sa vie, il joue dans plusieurs films et coréalise Yūkoku ou Rites d'amour et de mort, une adaptation de sa nouvelle Patriotisme (憂国, Yūkoku).

### Suicide par seppuku

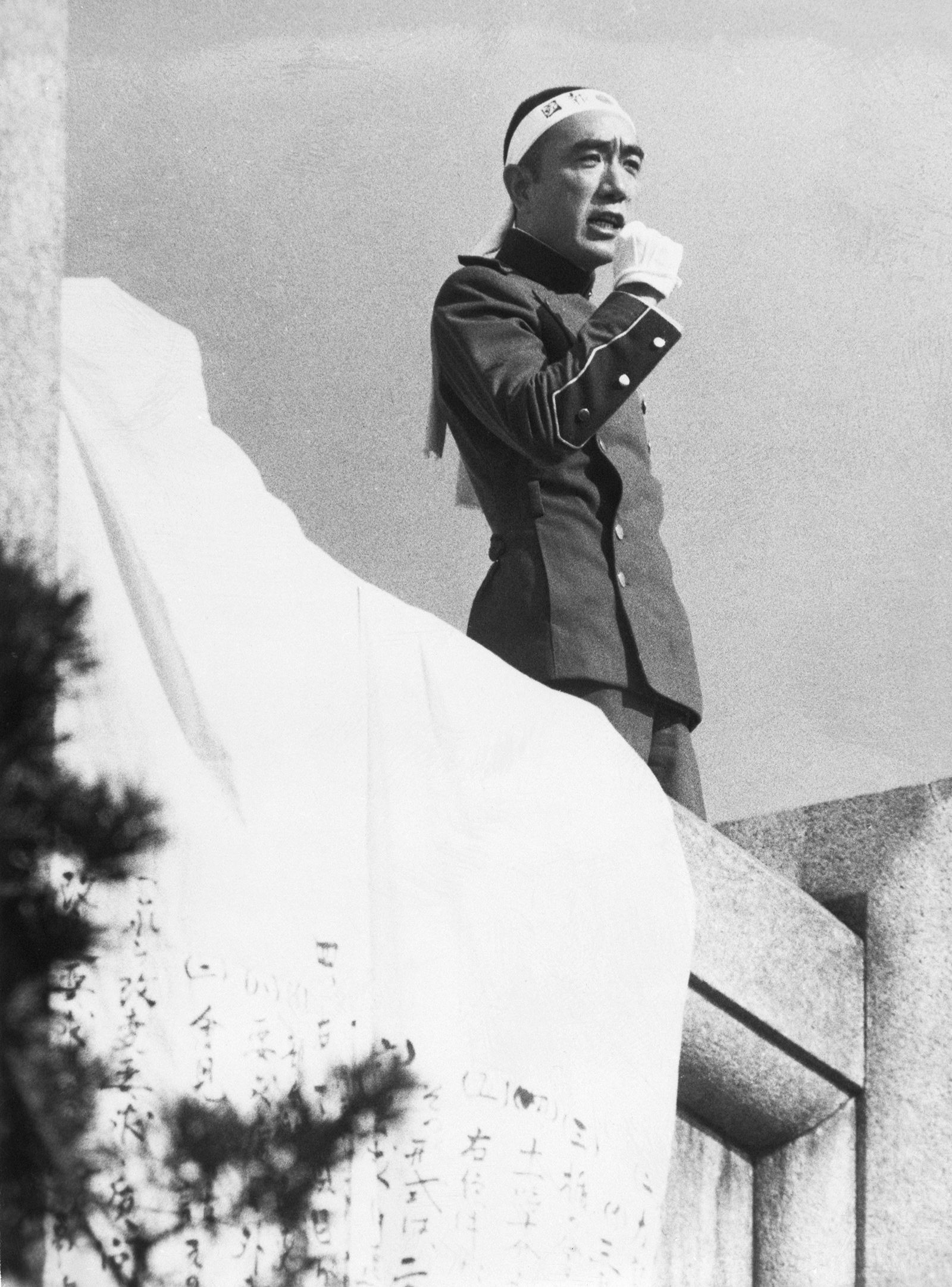
Mishima sur le balcon de l'École militaire prononçant son discours le 25 novembre 1970.

Au cours de l'année 1970, Mishima achève sa tétralogie La Mer de la fertilité avec son quatrième tome, L'Ange en décomposition. Le 25 novembre, il poste à son éditeur la fin de son manuscrit, puis se rend au ministère des Armées accompagné de quatre jeunes disciples. Au deuxième étage de l'École militaire du quartier général du ministère de la Défense, quartier d'Ichigaya à Shinjuku (Tokyo), aujourd'hui mémorial des forces japonaises d'autodéfense, il prend en otage le général commandant en chef des forces d'autodéfense et fait convoquer les troupes : il leur tient alors un discours en faveur du Japon traditionnel et de l'empereur et tente de les motiver à lancer un coup d'état militaire. La réaction des 800 soldats est vite hostile. Devant les huées, son discours devenant à peine audible, il se retire vers 11 h.
Suivant le rituel, Mishima se donne la mort par seppuku ; son kaishakunin, un des membres de Tatenokai, Masakatsu Morita, devait accomplir seul la décapitation mais, ne parvenant pas à décapiter Mishima après plusieurs tentatives, c'est Hiroyasu Koga (en) qui termine le geste. Morita suivra ensuite Mishima dans la mort. Ce coup d'éclat avait été minutieusement préparé pendant plus d'une année ; Mishima avait même décrit une action très similaire dans son roman Chevaux échappés (1969) et dans sa nouvelle Patriotisme (1960), avec une fin tout aussi tragique. Certains ont avancé que cette tentative de coup d'État n'était qu'un prétexte symbolique destiné à accomplir le suicide rituel que Mishima avait toujours fantasmé et qu'il avait depuis longtemps prémédité et mis en scène,. Avant de se suicider, Mishima aurait fumé une Onshino Tabako, les cigarettes spéciales de la maison impériale du Japon.
Kawabata a prononcé son éloge funèbre. Sa tombe est au cimetière de Tama.
Marguerite Yourcenar dit dans Apostrophes en 1981 que « la mort de Mishima est une de ses œuvres et la plus soigneusement préparée », à l'occasion de la publication de son essai, Mishima ou la Vision du vide (1980).

## Regards sur l'œuvre

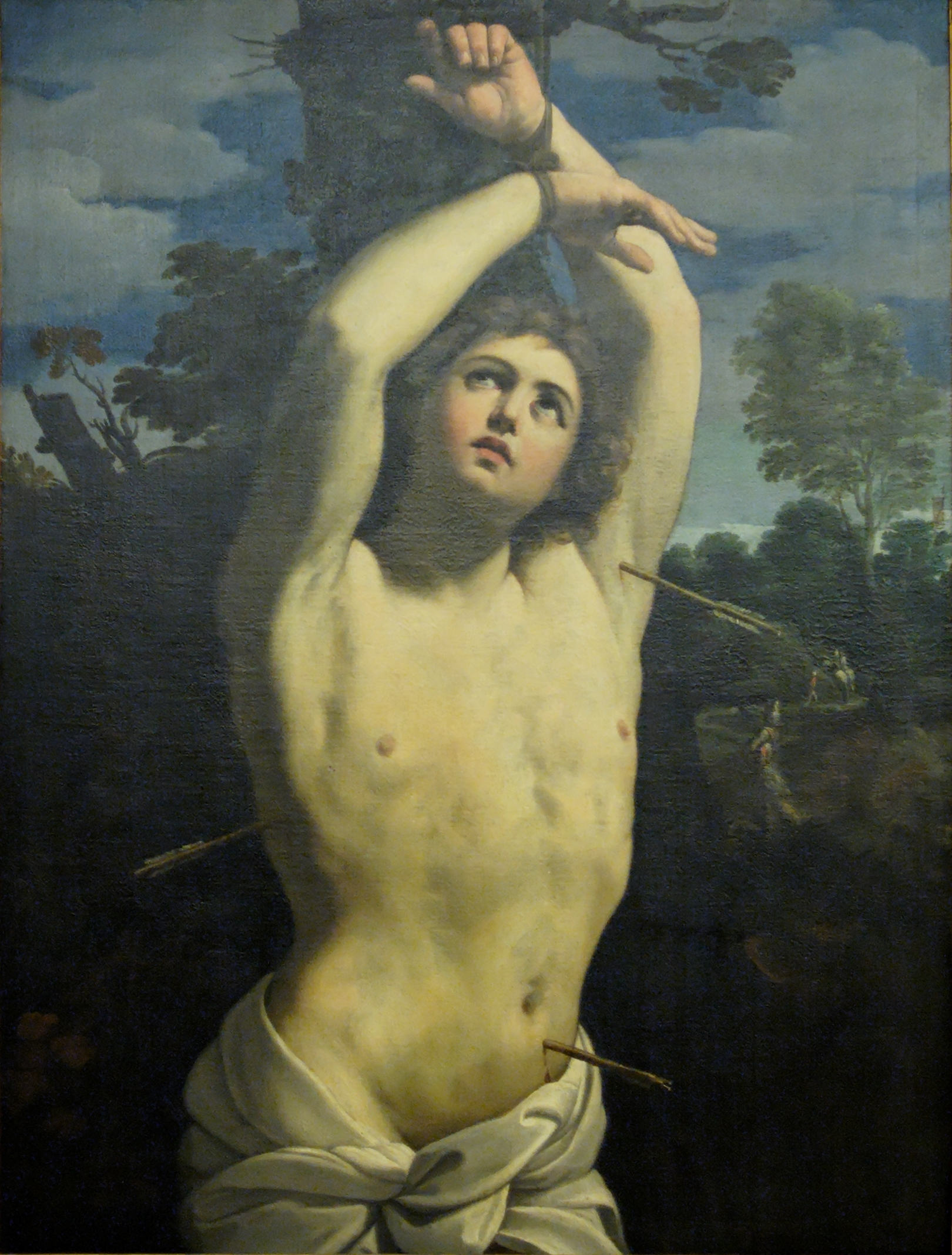
Saint Sébastien par Guido Reni,, musées du Capitole, Rome.

Mishima publia près de quarante romans pour un total d'une petite centaine d'ouvrages : essais, 20 recueils de nouvelles, 18 pièces de théâtre… Son œuvre est très ambiguë : jusqu'au début des années 1960, ses écrits sont de type plus européen que purement japonais. Il vivait d'ailleurs à l'occidentale, dans une villa moderne, généralement vêtu de complets-vestons, lisant abondamment les classiques européens (il affectionnait Racine, et lisait et parlait l'anglais, et un peu le grec). Dès sa jeunesse, c'est « un fervent lecteur de littérature française ; attiré tout particulièrement par le style classique, il a comme auteurs préférés Raymond Radiguet, Madame de La Fayette et Jean Racine. » Mais par la suite, à partir du début des années 1960, c'est surtout Sade et l'œuvre de Georges Bataille qui le fascinent. Il considère ce dernier comme une sorte de frère aîné spirituel, déclarant dans une interview juste avant sa mort : il est « le penseur européen dont je me sens le plus proche. »
Pourtant il se réclame de la tradition classique japonaise, dont il est également familier. Ambiguïté aussi dans son attirance pour les hommes, tout à la fois assumée dans ses livres et refoulée dans sa vie. De condition chétive, il proclamait le culte de la force physique ; à force de pratiquer la musculation et les arts martiaux, il finit par obtenir dans ses dernières années un corps d'athlète.
Son œuvre est empreinte d'un certain pessimisme et abonde en dénouements tragiques. La fascination pour la souffrance est par exemple un thème récurrent. Mishima se disait envoûté par le tableau Saint Sébastien de Guido Reni qui représente le martyr à demi-nu et percé de flèches. Une célèbre photographie de Eikō Hosoe le représente d'ailleurs dans cette posture (publiée dans l'album Ordalie par les roses (Barakei) en 1963 : 39 portraits et une préface de l'écrivain). Une série de photographies en saint Sébastien sera réalisée en collaboration avec Kishin Shinoyama en 1968.

## Œuvres traduites en français

### Romans
- 1949 : Confession d'un masque (仮面の告白?), roman traduit de l’anglais par Renée Villoteau, Paris, Gallimard, coll. « Du monde entier », 1971 ; réédition, Paris, Gallimard, coll. « Folio » no 1455, 1983. Nouvelle traduction du japonais sous le titre Confessions d'un masque par Dominique Palmé, Paris, Gallimard, coll. « Du monde entier », 2019 ; réédition, Paris, Gallimard, coll. « Folio »  n°1455, 2020.
- 1950 : Une soif d'amour (愛の渇き?), roman traduit de l’anglais par Léo Lack, Paris, Gallimard, coll. « Du monde entier », 1982 ; réédition, Paris, Gallimard, coll. « Folio » no 1788, 1986.
- 1951 : Les Amours interdites (禁色?), roman traduit du japonais par René de Ceccatty et Ryōji Nakamura, Paris, Gallimard, coll. « Du monde entier », 1989 ; réédition, Paris, Gallimard, coll. « Folio » no 2570, 1994.
- 1954 : Le Tumulte des flots (潮騒?), roman traduit du japonais par Gaston Renondeau, Paris, Gallimard, coll. « Du monde entier », 1969 ; réédition, Paris, Gallimard, coll. « Folio » no 1023, 1978.
- 1956 : Le Pavillon d'or (金閣寺?), roman traduit du japonais par Marc Mécréant, Paris, Gallimard, coll. « Du monde entier », 1961 ; réédition, Paris, Gallimard, coll. « Folio » no 649, 1975.
- 1960 : Après le banquet (宴のあと?), roman traduit du japonais par Gaston Renondeau, Paris, Gallimard, coll. « Du monde entier », 1965 ; réédition, Paris, Gallimard, coll. « Folio » no 1101, 1979.
- 1963 : L'École de la chair (肉体の学校?), roman traduit du japonais par Brigitte Allioux et Yves-Marie Allioux, Paris, Gallimard, coll. « Du monde entier », 1993 ; réédition, Paris, Gallimard, coll. « Folio » no 2697, 1995.
- 1963 : Le Marin rejeté par la mer (午後の曳航?), roman traduit du japonais par Gaston Renondeau, Paris, Gallimard, coll. « Du monde entier », 1968 ; réédition, Paris, Gallimard, coll. « Folio » no 1147, 1979.
- 1964 : La Musique (音楽?), roman traduit du japonais par Dominique Palmé, Paris, Gallimard, coll. « Du monde entier », 2000 ; réédition, Paris, Gallimard, coll. « Folio » no 3765, 2002.
- 1968 : Vie à vendre (命売ります?), roman traduit du japonais par Dominique Palmé, Paris, Gallimard, coll. « Du monde entier », 2020.
- 1965-1970 : La Mer de la fertilité (豊饒の海?), tétralogie romanesque traduite de l’anglais par Tanguy Kenec’hdu, Paris, Gallimard, coll. « Biblos », 1989 ; réédition, Paris, Gallimard, coll. « Quarto », 2004. Cette tétralogie comprend :
  - Neige de printemps (春の雪?), roman traduit de l’anglais par Tanguy Kenec’hdu, Paris, Gallimard, coll. « Du monde entier », 1980 ; réédition, Paris, Gallimard, coll. « Folio » no 2022, 1989.
  - Chevaux échappés (奔馬?), roman traduit de l’anglais par Tanguy Kenec’hdu, Paris, Gallimard, coll. « Du monde entier », 1980 ; réédition, Paris, Gallimard, coll. « Folio » no 2231, 1991.
  - Le Temple de l'aube (暁の寺?), roman traduit de l’anglais par Tanguy Kenec’hdu, Paris, Gallimard, coll. « Du monde entier », 1980 ; réédition, Paris, Gallimard, coll. « Folio » no 2368, 1992.
  - L'Ange en décomposition (天人五衰?), roman traduit de l’anglais par Tanguy Kenec’hdu, Paris, Gallimard, coll. « Du monde entier », 1980 ; réédition, Paris, Gallimard, coll. « Folio » no 2426, 1992.

### Nouvelles
- 1944 : Extraits des vestiges du journal philosophique d'un impénitent meurtrier du Moyen Âge (中世に於ける一殺人常習者の遺せる哲学的日記の抜萃?), dans La Nouvelle Revue Française no 599-600 (Du Japon - p. 256-266), texte traduit par Alice Hureau, mars 2012.
- 1946-1965 : Une matinée d’amour pur, sept nouvelles traduites du japonais par René de Ceccatty et Ryōji Nakamura, Paris, Gallimard, coll. « Du monde entier », 2003 ; réédition, Paris, Gallimard, coll. « Folio » no 4302, 2005. Ce recueil comprend :
  - 1946 : Une histoire sur un promontoire (岬にての物語?)
  - 1947 : Haruko (春子?)
  - 1948 : Le Cirque (サーカス?)
  - 1948 : Papillon (蝶々?)
  - 1948 : La Lionne (獅子?)
  - 1949 : Un voyage ennuyeux (退屈な旅?)
  - 1965 : Une matinée d'amour pur (朝の純愛?)

Deux de ces nouvelles ont fait l’objet d’une édition à part : Papillon, suivi de La Lionne, Paris, Gallimard, coll. « Folio 2 € » no 4845, 2008.
- 1946-1965 : Pèlerinage aux Trois Montagnes, sept nouvelles traduites du japonais par Brigitte Allioux et Yves-Marie Allioux, Paris, Gallimard, coll. « Du monde entier », 1997 ; réédition, Paris, Gallimard, coll. « Folio » no 3093, 1998. Ce recueil comprend :
  - 1963 : Jets d'eau sous la pluie (雨のなかの噴水?)
  - 1963 : Pain aux raisins (葡萄パン?)
  - 1963 : Ken (剣?)
  - 1955 : La Mer et le Couchant (海と夕焼?) (nouvelle également disponible sous le titre La Mer et le soleil couchant, dans  Cahiers de l'Énergumène no 2 (p. 19-27), traduite par René de Ceccatty et Ryōji Nakamura, printemps-été 1983)
  - 1946 : La Cigarette (煙草?)
  - 1948 : Martyre (殉教?)
  - 1965 : Pèlerinage aux Trois Montagnes (三熊野詣?)

Deux de ces nouvelles ont fait l’objet d’une édition à part : Martyre, précédé de Ken, Paris, Gallimard, coll. « Folio 2 € » no 4043, 2004.
- 1951 : Les Ailes (翼――ゴーティエ風の物語?), dans Les Ailes La Grenade Les Cheveux blancs et douze autres récits (1945-1960), nouvelle traduite du japonais par Marc Mécréant, Arles, Le Calligraphe-Picquier, 1986 ; réédition, Arles, Philippe Picquier, 1991 ; Anthologie de nouvelles japonaises (Tome II - 1945-1955) - Les Ailes La Grenade Les Cheveux blancs, Arles, Philippe Picquier, coll. « Picquier poche », 1998.
- 1953 : La Mort de Radiguet (ラディゲの死?), nouvelle traduite du japonais par Dominique Palmé, Paris, Gallimard (édition hors commerce à l’occasion du Salon du livre), 2012.
- 1953-1963 : La Mort en été, dix nouvelles traduites de l’anglais par Dominique Aury, Paris, Gallimard, coll. « Du monde entier », 1983 ; réédition, Gallimard, coll. « Folio » no 1948, 1988. Ce recueil comprend :
  - 1953 : La Mort en été (旅の墓碑銘?) (cette nouvelle figure également dans la même traduction dans Le Nouveau Noir, tome I, Paris, Gallimard coll. « La Noire », 1997)
  - 1960 : Trois millions de yens (百万円煎餅?)
  - 1962 : Bouteilles thermos (魔法瓶?) (cette nouvelle figure également dans la même traduction dans Trésor de la nouvelle des littératures étrangères, tome 2, Paris, Les Belles Lettres, 1999)
  - 1954 : Le Prêtre du temple de Shiga et son amour (志賀寺上人の恋?) (cette nouvelle figure également dans la même traduction dans La Nouvelle Revue Française no 306 (p. 1-19), juillet 1978)
  - 1956 : Les Sept Ponts (橋づくし?) (cette nouvelle figure également dans la même traduction dans La Nouvelle Revue Française no 250 (p. 253-271), octobre 1973)
  - 1961 : Patriotisme (憂国?) (cette nouvelle figure également dans la même traduction dans La Nouvelle Revue Française no 206, (p. 220-247), février 1970)
  - 1957 : Dōjōji (道成寺?)
  - 1957 : Onnagata (女方?)
  - 1963 : La Perle (真珠?) (cette nouvelle figure également dans la même traduction dans 3 nouvelles étrangères, Paris, Gallimard, coll. « La Bibliothèque Gallimard », 2007)
  - 1955 : Les Langes (新聞紙?) (cette nouvelle figure dans une autre traduction dans Nota Bene, no 5, p. 31-39, nouvelle traduite du japonais par Edwige de Chavanes, été 1982).

Quatre de ces nouvelles ont fait l’objet d’une édition à part : Dōjōji, suivi de Les Sept ponts, Patriotisme et La Perle, Paris, Gallimard, coll. « Folio 2 € » no 3629, 2002.
- 1965 : Les Paons (孔雀?), dans La Nouvelle Revue Française no 387 (p. 1-12), nouvelle traduite de l’anglais par Dominique Aury, avril 1985. Nouvelle traduction dans Les Paons La Grenouille Le Moine-Cigale et dix autres récits (Tome 3 - 1955-1970), nouvelle traduite du japonais par Jacqueline Pigeot, Arles, Le Calligraphe-Picquier, 1988 ; réédition, Arles, Philippe Picquier, 1991 ; Anthologie de nouvelles japonaises (Tome III - 1955-1970) - Les Paons La Grenouille Le Moine-Cigale, Arles, Philippe Picquier, coll. « Picquier poche », 1998.
- 1966 : Du fond des solitudes (荒野より?), dans Anthologie de nouvelles japonaises contemporaines (t. I), nouvelle traduite du japonais par Estrellita Wasserman, Paris, Gallimard, 1986.

### Théâtre
- 1951-1960 : Cinq Nô modernes (近代能楽集?), traduits du japonais par Georges Bonmarchand, Paris, Gallimard, coll. « Du monde entier », 1970. Nouvelle traduction du japonais par Marguerite Yourcenar avec la collaboration de Jun Shiragi (Silla), Paris, Gallimard, coll. « Du monde entier », 1984. Ce recueil comprend :
  - 1952 : Sotoba Komachi (卒塔婆小町?)
  - 1960 : Yoroboshi (弱法師?)
  - 1951 : Le Tambourin de soie (綾の鼓?)
  - 1954 : Aoi (葵上?)
  - 1955 : Hanjo (班女?)
- 1956 : Le Palais des fêtes (鹿鳴館?), drame en quatre actes traduit du japonais par Georges Neyrand, Paris, Gallimard, coll. « Le Manteau d’Arlequin », 1983.
- 1960 : L’Arbre des tropiques (熱帯樹?), tragédie en trois actes traduite du japonais par André Pieyre de Mandiargues avec la collaboration de Jun Shiragi (Silla), Paris, Gallimard, coll. « Le Manteau d’Arlequin », 1984.
- 1961 : Le Lézard noir (黒蜥蜴?), pièce de théâtre adaptée du roman éponyme d’Edogawa Ranpo, traduite du japonais par Brigitte Allioux, Paris, Gallimard, coll. « Le Manteau d’Arlequin », 2000.
- 1965 : Madame de Sade (サド侯爵夫人?), version française d’André Pieyre de Mandiargues, établie d’après la traduction littérale effectuée à partir du texte original japonais par Nobutaka Miura, Paris, Gallimard, coll. « Du monde entier », 1976.

Un grand nombre de pièces de Mishima n’ont pas été traduites en français, notamment Iwashi Uri Koi Hikiami et Mon ami Hitler.

### Essais
- 1948 : Le Bal du comte d'Orgel (ドルジェル伯の舞踏会?), dans La Nouvelle Revue Française, no 599-600 (Du Japon - p. 185-197), texte traduit du japonais par Dominique Palmé, mars 2012.
- 1963-1967 : Trois essais inédits (Sur Jean Genet, La Mort de Jean Cocteau, Le Sang d’un poète), dans Le Magazine littéraire no 169 (p. 37-41), traduits du japonais par Peggy Polak, février 1981.
- 1967 : Postface de La Beauté, tôt vouée à se défaire de Yasunari Kawabata, traduite du japonais par Liana Rosi, Paris, Albin Michel, 2003 ; réédition, Paris, LGF, coll. « Le Livre de poche. Biblio » no 3395, 2004.
- 1967 : Le Japon moderne et l'éthique samouraï – La Voie du Hagakuré (葉隠入門――武士道は生きてゐる?), essai traduit de l’anglais par Émile Jean, Paris, Gallimard, coll. « Arcades » no 1, 1985.
- 1968 : Le Soleil et l'Acier (太陽と鉄 et エピロオグ?), essai traduit de l’anglais par Tanguy Kenec’hdu, Paris, Gallimard, coll. « Du monde entier », 1973 ; réédition, Paris, Gallimard, coll. « Folio » no 2492, 1993.
- 1968 : Défense de la Culture (extraits de 文化防衛論), dans Esprit (p. 344-355), traduit du japonais en collaboration avec Philippe Pons, février 1973
- 1968-1970 : Essai sur Georges Bataille (Ma mère) (extrait de 小説とは何か), dans La Nouvelle Revue Française no 256, p. 77-82, traduit du japonais par Tadao Takemoto, texte français établi par Michel Cazenave, avril 1974.

### Poésie
- 1970 : Djisei (辞世の句?), dans La Nouvelle Revue Française no 219 (p. 52), les deux derniers poèmes de Mishima Yukio, traduction de Yuge Mitsuo et adaptation de Jean Pérol, mars 1971.

### Correspondance
- 1997 : Kawabata-Mishima – Correspondance (川端康成・三島由紀夫 往復書簡?), traduit du japonais par Dominique Palmé, Paris, Albin Michel, 2000réédition, Paris, LGF, coll. « Le Livre de poche. Biblio » no 3357, 2002.

### Photographie
- 1963-1971 : Ordalie par les roses (薔薇刑?), photographies de Yukio Mishima par Eikō Hosoe ; préface de Yukio Mishima et note de Eikō Hosoe traduites de l’anglais par Tanguy Kenec’hdu, Hologramme, 1986.

## Filmographie
- 1960 : Le Gars des vents froids (からっ風野郎, Karakkaze Yarō?, Afraid to Die), de Yasuzō Masumura (acteur)
- 1966 : Yūkoku ou Rites d'amour et de mort (憂国, Yūkoku?) (réalisateur, scénariste et acteur)
- 1968 : Le Lézard noir (黒蜥蜴, Kurotokage?), de Kinji Fukasaku (adaptation de sa pièce de théâtre, brève apparition comme acteur)
- 1969 : Puni par le ciel (人斬り, Hitokiri?) de Hideo Gosha (acteur)

## L'après Yukio Mishima
En 1989, Ingmar Bergman adapte et met en scène au théâtre La Marquise de Sade (titre original : サド侯爵夫人 - Sado Kōshaku Fujin ; titre suédois : Markisinnan de Sade) de Yukio Mishima, avec Anita Björk.
Benoît Jacquot a réalisé L'École de la chair (1998), film adapté du roman.
Un des spectacles du Cirque Baroque, Ningen (1998), s’inspire de Mishima : éléments de sa vie telle qu’il l’a racontée dans Confession d'un masque, son déchirement entre Orient et Occident, son goût du scandale, son obsession du martyre de saint Sébastien.
Riyoko Ikeda a publié dans le magazine Shukan Josei, depuis le 11 octobre 2005, l'adaptation de Haru no yuki (Neige de Printemps). La famille de Mishima a accepté cette adaptation. Après cette parution, un film du même nom, tiré de la même œuvre de Mishima et réalisé par Isao Yukisada, est sorti le 29 octobre 2005 au cinéma, avec Satoshi Tsumabuki et Yūko Takeuchi. Une des musiques de ce film est la chanson Be My Last interprétée par Hikaru Utada.
En France, son suicide est abondamment décrit dans le roman de Stéphane Giocanti, Kamikaze d'été (Ed. du Rocher, 2008), dans lequel Mishima joue un grand rôle. Giocanti est également l'auteur du livret de présentation de l'édition française du DVD de Yûkoku. On rappelle Yourcenar, déjà mentionnée.
En 2007, Jean Teulé nomme Mishima un des personnages principaux de son livre Le Magasin des Suicides (adapté en film d'animation en 2012), en référence à Yukio Mishima.
En 2022, une de ses pièces de théâtre, Le Tambourin de soie est repris au Théâtre Nanterre-Amandiers sous le nom Le Tambour de soie (un nô moderne), mis en scène et joué par Kaori Ito et Yoshi Oida.